# Dorothee Roth
Dorothee Roth (* 19. Juli 1955 in Stuttgart) ist eine deutsche Sprecherin, Sprachtrainerin und Schauspielerin. Sie spricht die Stationsansagen zahlreicher öffentlicher Verkehrsbetriebe im süddeutschen Raum.

## Leben
Roth wuchs in Marbach am Neckar auf und studierte Sprecherziehung an der Hochschule für Musik und Darstellende Kunst in Stuttgart.
Während des Studiums arbeitete sie nebenberuflich als Reiseleiterin für die Stuttgarter Straßenbahnen (SSB), worauf sie hier 1979 erstmals die Haltestellenansagen für die Straßenbahnen sprach. Später erhielt sie weitere Aufträge für die Großräume Karlsruhe, Freiburg im Breisgau, Mannheim/Ludwigshafen am Rhein, Hanau, Wiesbaden sowie für die Städte Esslingen am Neckar und Bruchsal und für die Weiße Flotte auf dem Bodensee.
Sie trat seit ihrer Studienzeit für elf Jahre als Fernsehansagerin bei der ARD auf. Dorothee Roth absolvierte darüber hinaus eine Schauspielausbildung und spielte in Esslingen, Lübeck, Nürnberg und Bruchsal. Seit 1994 arbeitet Roth für das Schweizer Fernsehen in der Sprachausbildung und als Nachrichtensprecherin.
Sie ist verheiratet, dreifache Mutter und lebt heute in Zürich.